# Zagymnus clerinus
Zagymnus clerinus är en skalbaggsart som beskrevs av Leconte 1873. Zagymnus clerinus ingår i släktet Zagymnus och familjen långhorningar.
Artens utbredningsområde är Kuba. Inga underarter finns listade i Catalogue of Life.